# Smiles Are Trumps
Smiles Are Trumps è un film muto del 1922 diretto da George Marshall. La sceneggiatura di Delbert E. Davenport si basa su The Iron Rider, racconto di Frank L. Packard pubblicato su All-Story Magazine (11 marzo-8 aprile 1916).

## Produzione
Il film fu prodotto dalla Fox Film Corporation.

## Distribuzione
Il copyright del film, richiesto dalla Fox Film Corp., fu registrato il 5 febbraio 1922 con il numero LP17600.

Distribuito dalla Fox Film Corporation, il film uscì nelle sale statunitensi il 5 febbraio 1922. In Danimarca fu distribuito il 29 dicembre 1924 con il titolo For fuld Damp.
Non si conoscono copie ancora esistenti della pellicola che viene considerata presumibilmente perduta.